# Петър Зрински
Петър Зрински (на хърватски: Petar Zrinski; на унгарски: Zrínyi Péter; 6 юни 1621 – 30 април 1671) e наследник на един от най-богатите и влиятелни аристократични родове в Хърватия, рода Зрински. Бан на Хърватия (1665 – 1670), политик и поет. Известен с участието си в неуспешния заговор Зрински-Франкопан срещу император Леополд I.
За банове на Хърватия са избирани също баща му Юрай V Зрински (1622 – 1626), по-големият му брат Никола VII Зрински (1647 – 1664), както и прадядо му Миклош Зрини (1542 – 1556).

## Зринско-Франкопанската завера
След като Хабсбургската монархия постига успех срещу турците в поредната Австро-турска война от 1663 – 1664 г. очакванията на патриотите в Хърватия и Унгария са да бъде използван моментът за по-нататъчно настъпление и освобождение на хърватските и унгарските земи. Вместо това Военният съвет във Виена взима решение да подпише неизгоден мирен договор, определен като „позорен“, с който се връщат на османците отвоюваните земи.
Братята Никола и Петър Зрински и техният шурей Фран Кръсто Франкопан организират заговор срещу австрийския император. След като Никола VII Зрински загива по време на лов, преговорите с чужди държави, от които да бъде поискана подкрепа, продължават Петър Зрински и Фран Кръсто Франкопан. В императорския двор обаче бива разкрит заговорът и двамата заминават за Виена и се представят доброволно пред съда. След дълъг съдебен процес за държавна измяна двамата са осъдени на смърт и публично екзекутирани на 30 април 1671 г. Срещу семействата им започват репресии и имотите им са отнети. Телата им са погребани тайно и мястото става известно чак през 1907 г., а през 1919 г. тленните им останки са пренесени в Загребската катедрала.

## Памет
Днес образите на Петър Зрински и Фран Кръсто Франкопан стоят на хърватската банкнота от 5 куни.